# Medalha Virtude Samaritana
A Medalha "Virtude Samaritana" é uma honraria concedida pela Associação Paulista dos Servidores do Estado e dos Municípios de São Paulo, Pauliserv SP, oficializada pelo Decreto Nº68.208, de 15 de dezembro de 2023, do Governo do Estado de São Paulo.
A Honraria foi inspirada na jornada de Ação e Trabalho da PAULISERV SP, que, desde sua fundação, tem sido uma verdadeira cruzada em prol da valorização da Família da Segurança Pública, participando de todos os movimentos que reivindicaram direitos da família policial-
militar, seja por meio de Manifestações, reuniões de Governo, proposições de Ações Judiciais, entre outras medidas. 

## Composição da Honraria
Foi adotada a Cruz Pátea, Cruz de Malta, como elemento da venera da medalha, fazendo referência a Ordem dos Cavaleiros Hospitalários, que prestavam apoio aos peregrinos que percorriam os caminhos na Terra.

## Finalidade da Medalha
Conforme o disposto no Decreto Estadual Nº 68.208/23, tem a finalidade de reconhecer personalidades civis, militares e Instituições que tenham contribuído para a PAULISERV SP e ao engrandecimento do Estado de São Paulo, seja referente a área da Segurança Pública e/ou demais setores que beneficiam o Povo Paulista.

## Conselho da Honraria
Toda Honraria tem uma Chancelaria, ou seja, uma comissão composta por pessoas que indicarão personalidades e / ou instituições a serem agraciadas com a Medalha, conforme o Artido 3º do Decreto que institui a Honraria. Este Conselho é composto pela Diretora-Presidente da PAULISERV SP, Ana Palermo, pelo Presidente da Comissão da Honraria, Coronel PM Ricardo Gambaroni (ex-Comandante Geral da Polícia Militar do Estado de São Paulo) e demais membros escolhidos pela Presidência da Associação, conforme o Decreto.  Além disso, cabe destacar que as personalidades e / ou Instituições indicadas terão seus currículos submetidos ao Conselho Estadual da Ordem do Ipiranga, para apreciação.

## 1ª Outorga da Medalha
A Solenidade Alusiva a 1ª Outorga da Medalha ocorreu dia 08 de abril de 2024, concomitantemente ao aniversário de 20 anos de Fundação da PAULISERV SP, no Salão Nobre da Câmara Municipal de São Paulo, evento proposto e presidido pelo Vereador Coronel Salles.
Na ocasião, foram agraciados Oficiais Generais da Marinha do Brasil, Força Aérea Brasileira, Policiais Militares, Delegados da Polícia Civil, empresários,  Médicos Professores da Faculdade de Medicina da Universidade de São Paulo e do Instituto da Criança do Hospital das Clínicas.  

## Galeria

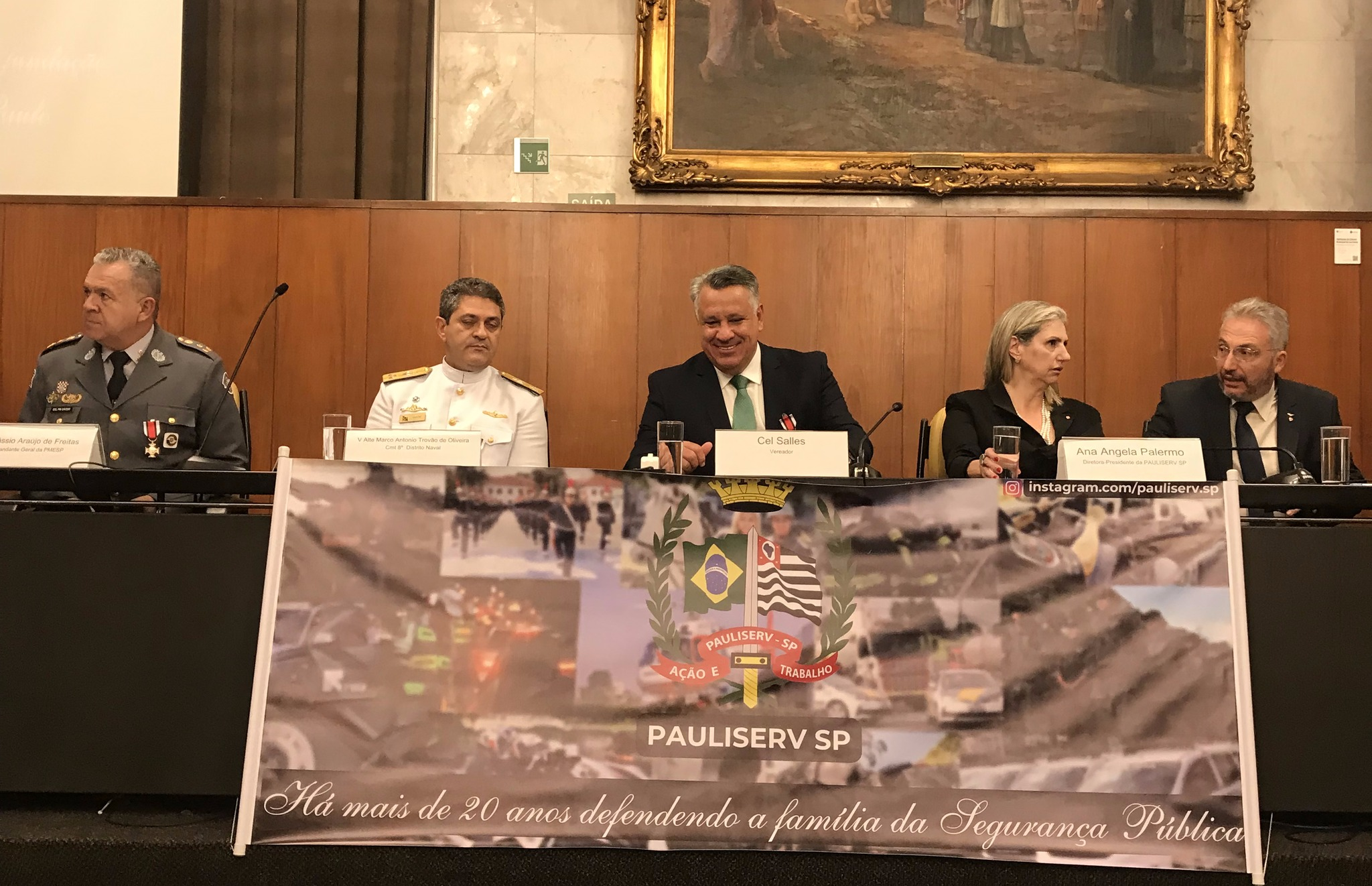
1º Solenidade de Outorga da Medalha. Na foto, da esquerda para a direita: Cel PM Cassio Freitas, Comandante Geral da Polícia Militar do Estado de São Paulo, Vice-Almirante Trovão, Comandante do 8º Distrito Naval, Vereador Coronel Salles, Ana Angela Palermo (Presidente da Pauliserv SP) e Cel PM Ricardo Gambaroni, ex-Comandante Geral da PMESP.

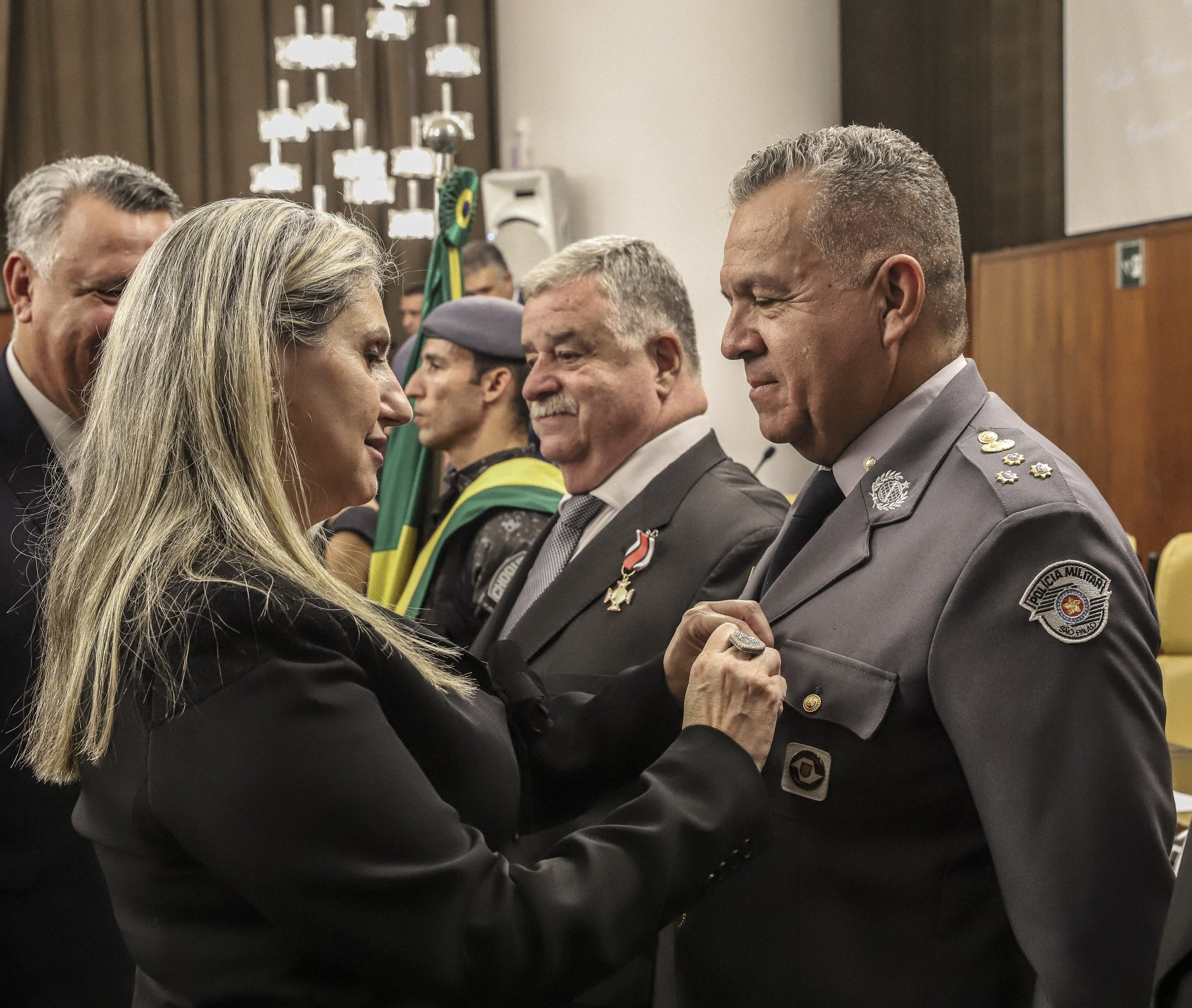
Na foto, o Coronel PM Cassio Araujo de Freitas, Comandante Geral da Polícia Militar do Estado de São Paulo, um dos primeiros agraciados com a Medalha.